# Битва за форт Самтер
Битва за форт Самтер (англ. Battle of Fort Sumter; 12-13 квітня 1861) — блокада, бомбардування і взяття форту Самтер біля міста Чарльстон, штат Південна Кароліна. Ця подія послужила формальним приводом для початку Громадянської війни в США.

## Передісторія
Південна Кароліна оголосила про сецесію незабаром після перемоги Лінкольна на президентських виборах 1860 року, а до лютого 1861 ще шість південних штатів зробили аналогічні заяви. 7 лютого сім штатів прийняли тимчасову конституцію Конфедеративних Штатів Америки і оголосили тимчасовою столицею місто Монтгомері, штат Алабама. У лютому в Вашингтоні зібралася мирна конференція, яка безуспішно намагалася розв'язати кризу. Решта рабовласницьких штатів відхилили пропозицію про вступ до Конфедерації.
Війська Конфедерації зайняли всі чотири федеральних форти (крім Самтера); президент Б'юкенен заявив офіційний протест, але не став робити військових акцій і не почав серйозних військових приготувань. Однак губернатори штатів Массачусетс, Нью-Йорк і Пенсільванія взяли ініціативу в свої руки, почавши купувати зброю і тренувати ополченців.

## Облога і переговори
На момент відділення Південної Кароліни в Чарльстонській гавані знаходилося кілька фортів, але федеральні гарнізони практично перестали існувати. Президент Б'юкенен призначив новим командиром гарнізону майора Роберта Андерсона. Це був невипадковий вибір: з одного боку, Андерсон був кентуккійцем, одружений з джорджіанкою й навіть прихильник рабства. Передбачалося, що він постарається не провокувати південнокаролінців. З іншого боку, він був «людиною Вінфілда Скотта» з того часу, як служив ад'ютантом при Скотті під час семинольських воєн. Крім того, він був особисто знайомий з Лінкольном: в 1832 році він був полковником Іллінойських волонтерів, а Лінкольн — капітаном тих же волонтерів.
До осені лідери Південної Кароліни прийшли до переконання, що конфіскація федерального майна в Чарльстонській гавані не терпить зволікання. Напруга зростала, і форт мало-помалу опинявся у фактичній блокаді.

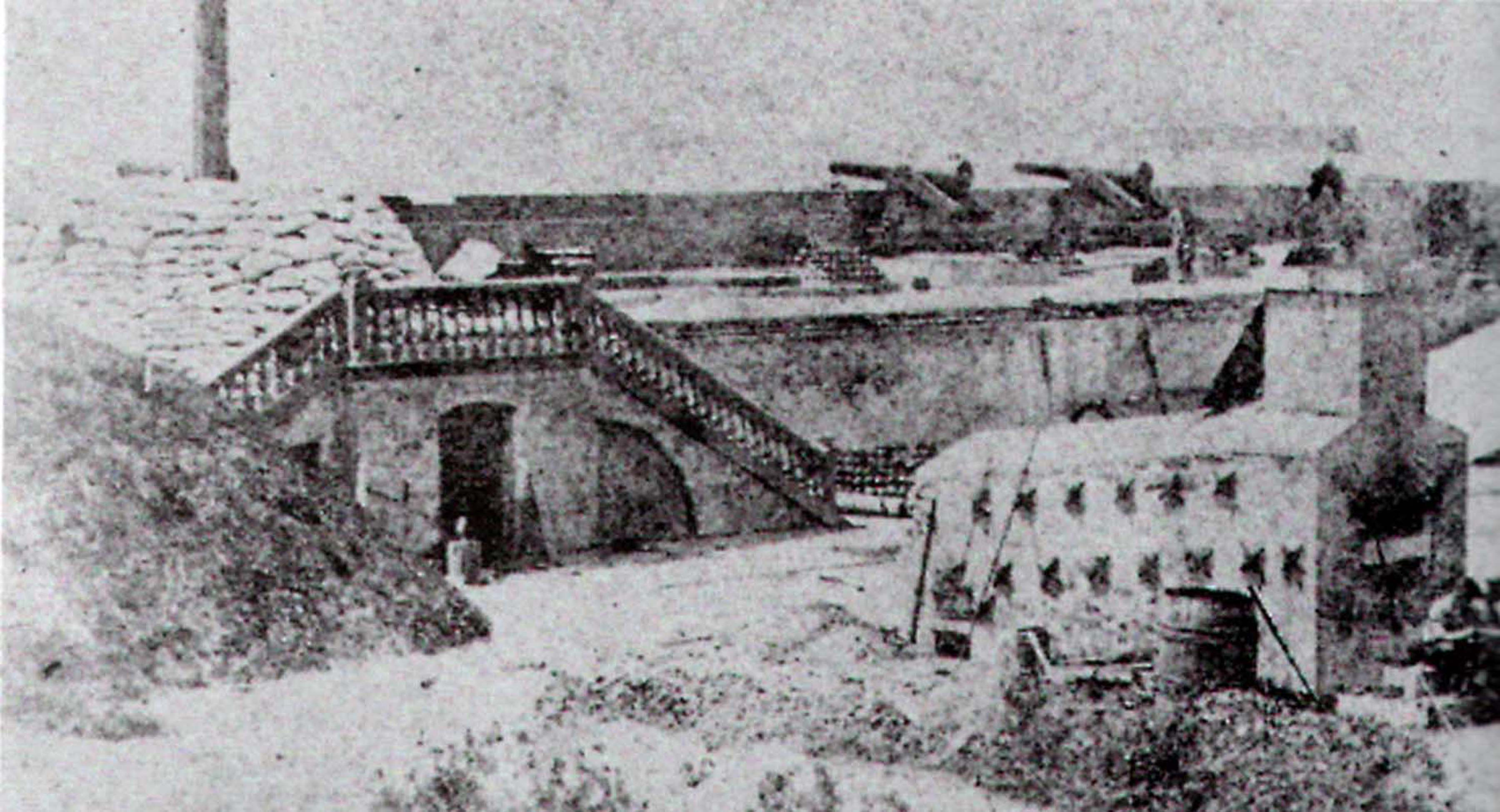
Форт Мольтрі в 1861

Коли Андерсон прибув до гавані, в його розпорядженні опинилося всього 85 чоловік і форт Мольтрі. У нічній темряві 26 грудня 1860 року Андерсон наказав заклепати артилерію форту Мольтрі і перевів свій загін в форт Самтер. Уряд Південної Кароліни визнав цю дію незаконною і зажадало евакуації форту. Президент Б'юкенен був ще при виконанні своїх обов'язків, він відмовився евакуювати форт і в січні організував допоміжну експедицію.
У форті закінчувалися запаси продовольства і питної води. 9 січня в бухту Чарльстона увійшов великий пасажирський пароплав «Зірка Заходу», на якому було продовольство для Самтера і близько 200 солдатів для посилення його гарнізону. Але коли батарея з форту в Куммінгс-Пойнті дала по беззбройному пароплаву кілька залпів, він розвернувся і поплив геть. Батарея була укомплектована кадетами з Південнокаролінського військового коледжу «Цитадель» — єдиними навченими артилеристами в штаті. Андерсон не став підтримувати «Зірку Заходу» вогнем своєї артилерії, так як міністр оборони США Дж. Флойд в надісланоій інструкції рекомендував йому «уникати будь-якої акції, яка повела б до непотрібного провокування агресії».
Наступного дня відбулася ще одна важлива подія: 10 січня Флорида вийшла зі складу Союзу. Один із федеральних загонів пішов в форт Пікенс, і на американському узбережжі утворився ще один аналог Самтера.

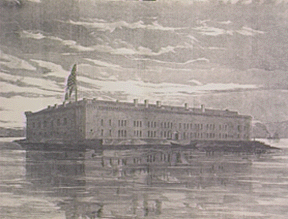
Форт Самтер перед битвою

У березні командувачем південно-каролінськими силами в Чарльстоні був призначений генерал Борегар. 1 березня президент Девіс підвищив його з бригадного до повного генерала, зробив його головнокомандувачем армії Конфедерації і безпосередньо доручив йому командувати блокадою форту Самтер. Борегар повторив вимоги евакуації форту і вжив заходів до того, щоб припинити поставки продовольства з Чарльстона в форт. Власні продовольчі запаси форту до того моменту були практично вичерпані. Борегар зайнявся посиленою підготовкою особового складу своїх військ, роблячи основний акцент на тренування артилеристів. За іронією долі Андерсон був артилерійським інструктором Борегара в Вест-Пойнті, і обидва офіцери в той час спілкувалися дуже тісно, так що у свій час Борегар був асистентом Андерсона. Обидві сторони провели березень заняттях стройовою підготовкою і фортифікаційними роботами.
4 березня президент Лінкольн дізнався, що запаси в форті Самтер набагато менші, ніж він думав. Майже місяць пішов у президента на прийняття рішення, і тільки 29 березня воно було прийнято: він вирішив організувати морський конвой з декількох торгових суден під прикриттям бойових кораблів федерального флоту. Командиром експедиції був призначений Густавус Ваза Фокс. 6 квітня 1861 Лінкольн повідомив губернатора Френсіса Пікенса, що «буде здійснена спроба постачання форту тільки продовольством, і не буде спроб доставити туди людей, зброю або спорядження без попереднього повідомлення, крім випадку, якщо форт піддасться нападу».
Однак, в той самий час Лінкольн організував секретну експедицію з метою зайняти військами форт Пікенс в штаті Флорида. Операція була доручена Джону Уордену. Експедиції на Самтер і Пікенс готувалися одночасно, через що вийшли організаційні накладки: флагман «самтерської» експедиції, пароплав «Powhatan», помилково пішов у бік форту Пікенс. Секретний наказ на заняття форту Пікенс дає підстави вважати, що експедиція в форт Самтер мала також військовий і секретний характер.
З якоїсь причини уряд Конфедерації не повірив у мирний характер «самтерської експедиції» або ж не хотів, щоб блокада затягувалася до нескінченності. Так чи інакше, але 9 квітня уряд зібрався в Монтгомері на нараду, де було вирішено відкрити вогонь по форту, щоб примусити його здатися до появи деблокуючого флоту. Тільки держсекретар Роберт Тумбс виступив проти такого рішення: він сказав президенту Девісу, що напад «позбавить нас любих друзів на півночі».
11 квітня Борегар відправив вістового в форт Самтер з оголошенням ультиматуму. Він або знав, або здогадувався про наближення ескадри Фокса. Віце-президент Конфедерації Олександр Стефенс згодом писав: «Генерал Борегар не відкривав вогонь по форту Самтер до того моменту, як федеральний флот опинився, на його думку, дуже близько до Чарльстонскої гавані … він не хотів опинитися під подвійним ударом — з боку форту і федерального флоту».
Андерсон відмовив. Начебто він відповів: «Якщо ви не рознесете форт на шматки, ми все одно перемремо тут за кілька днів з голоду». Важко сказати, чим керувався Андерсон, знаючи, що боєприпасів в форті вистачить тільки на один день боїв. Можливо, він покладався на прибуття ескадри Фокса — за планом вона повинна була з'явитися якраз вранці — але невідомо, чи знав Андерсон про ці плани.

## Бомбардування
12 квітня 1861 року о 03:20 Андерсену повідомили, що вогонь буде відкритий через годину. О 04:30 мортирний снаряд з форту Джонсон розірвався над фортом Самтер, сигналізуючи про початок обстрілу. Відкрили вогонь 43 гармат та мортир фортів Джонсон, Мольтрі, з плавучих батарей в Чарльстонській гавані і Каммінгс-Пойнт. Відомий сецессіоніст Едмунд Руффінена особисто приїхав в Чарльстон, щоб бути присутнім при початку війни, і йому довелося зробити перший (після сигнального) постріл по форту. Самтер не відповідав 2,5 години.
О 07:00 капітан Ебнер Даблдей зробив перший постріл з форту Самтер по батареї на Каммінгс-Пойнт. Але в форті було всього 60 гармат. Форт був захищений від обстрілу з кораблів (який на той час міг бути тільки настильним), але не був захищений від навісного вогню берегових батарей конфедератів. Стрілянина тривала 34 години: до вечора, всю ніч і ранок. Ескадра Фокса все ще стояла в морі, чекаючи свого флагмана, шторм не припинявся.

## Капітуляція

прапор форту Самтер

Центральний флагшток форту упав. Новий ще не встигли побудувати, як з'явилися парламентарі Конфедерації (полковник Вігфалл, англ. Louis T. Wigfall) з питанням, чи означає зникнення прапора то, що він спущений на знак капітуляції. Андерсон погодився на перемир'я. Було 14:00 13 квітня 1861 року.
Умови капітуляції були узгоджені до вечора і 14 квітня 1861 року о 14:30 гарнізон здав форт. Жоден солдат не загинув під час обстрілу, тільки 5 сіверян і 4 південців отримали поранення. Єдиною умовою капітуляції Андерсон оголосив салют в 100 залпів на честь прапора США. Під час цього салюту вибухнув штабель зарядів, убивши одного солдата (Деніеля Хоу) і важко поранивши групу артилеристів, причому одного смертельно — Едварда Гелуея. Це були перші загиблі в Громадянській війні. З цієї причини салют зупинили на середині, поранених відправили в госпіталь Чарльстона. Решта гарнізону була переправлена на пароплав «Baltic» з ескадри Фокса.

## Наслідки
Події у форті Самтер послужили сигналом до початку війни. Уже ввечері 14 квітня президент Лінкольн підготував прокламацію про набір 75 000 добровольців, і вранці 15 квітня вона була опублікована в газетах північних штатів.
Інцидент справив величезне враження на всю Америку, причому не тільки через те, що фактично стався, скільки через те психологічного значення, яке було цьому надано. Деякі офіцери, які симпатизували Півдню, різко змінили свої симпатії після цього «акту агресії». Лінкольн оголосив про набір 75-тисячної армії, що, в свою чергу, відштовхнуло від Півночі тих, хто їй раніше симпатизував (наприклад, генерала Джубала Ерлі) і призвело до другої хвилі сецесії — відділенні Віргінії, Північної Кароліни і Теннессі.

## Цікаві факти

прапор армії Півдня — «Bonnie Blue»

- Під час бомбардування форту в його гарнізоні служив лейтенант Джефферсон Девіс, згодом генерал-майор і корпусний командир федеральної армії.

- Форт Самтер упав 13 квітня 1861 році, замах на Лінкольна відбулося практично в річницю цієї події — 14 квітня 1865 року.

- Дізнавшись про падіння форту Самтер, Волт Вітмен написав вірш «Бий! бий! Барабан! (Beat! Beat! Drums!)»

- Околиці форту Самтер — острів Силлівана — є місцем дії повісті Едгара По «Золотий жук», і сам Едгар По в 1820-х роках служив у форті Мольтрі.